# Melissa (planta)
Melissa és un gènere amb 83 espècies de plantes de flors pertanyent a la família Lamiaceae.

## Taxonomia
- Melissa axillaris (Benth.) Bakh.f. in C.A.Backer
- Melissa flava Benth. in N.Wallich, Pl.
- Melissa officinalis L.
- Melissa yunnanensis C.Y.Wu i Y.C.Huang, Acta Phytotax. Sin. 10: 228 (1965).